# 延岡站

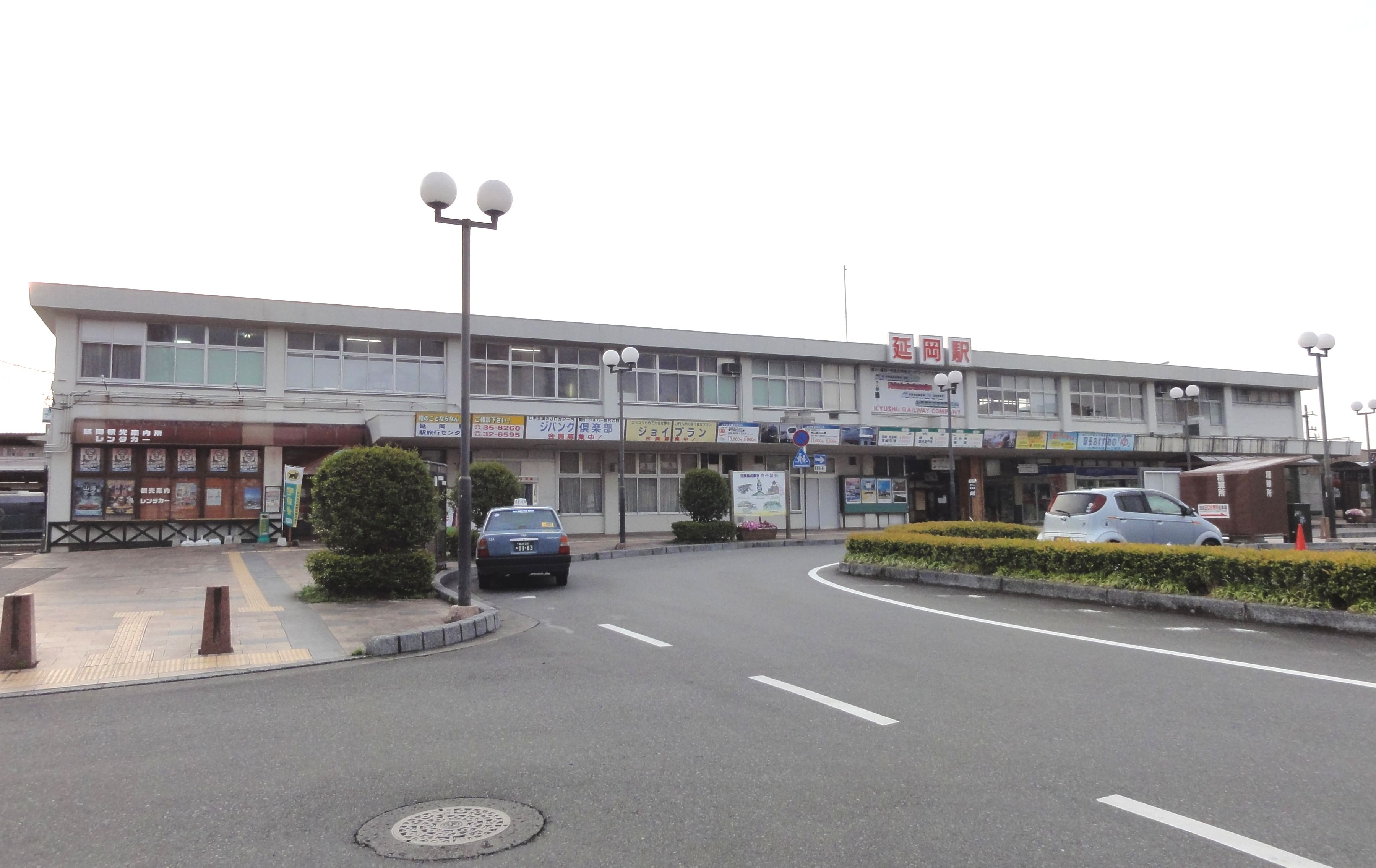
翻新工程前的車站大樓（2013年5月1日）

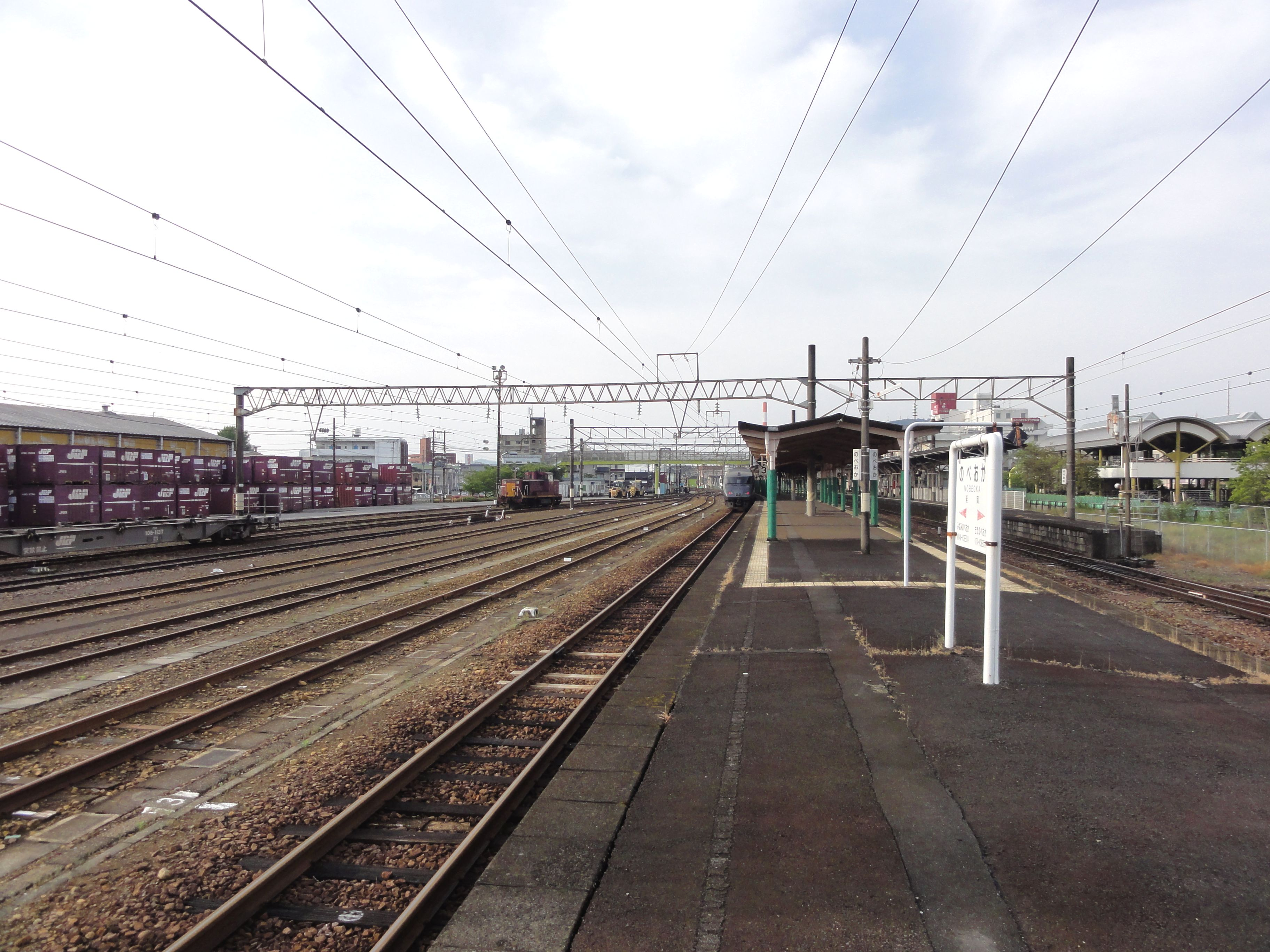
月台

延岡站（日语：／ Nobeokaeki */?）是位於宮崎縣延岡市幸町三丁目，九州旅客鐵道（JR九州）和日本貨物鐵道（JR貨物）的日豐本線車站。事務管號碼為▲920554。
過往高千穗鐵道高千穗線亦曾經駛入此站，但在2005年因颱風彩蝶吹襲，令到路段不少地方受到破壞，最終因為修復成本過高，最終決定不予修復，直接棄線，最終於2007年正式廢線。

## 車站構造

### 車站大樓
現時站房為第二代，是一座鋼筋混凝土的建築物並設置於車站西邊早於1965年開始使用。是直營車站，設有綠色窗口、POS終端機和小型列車出發顯示屏（液晶顯示屏）。在車站大樓門口中，設有由若山牧水前往延岡中學（現時為宮崎縣立延岡高等學校）上學時創作的一首詩。站名牌的圖案中是五瀨川與香魚。
現時，每日都會有1人負責閘口業務，另1人為調車長，合共2人於車站全日執勤。另外也有職員負責管理信號燈及售票櫃臺有當值等工作。
隨著開始延岡站周邊發展項目，原來的站房進行了進行抗震與內部全部翻新等大規模翻新工程，為此，2015年12月5日起使用臨時車站大樓，2017年8月5日改裝工程完成，再次開始使用。隨後，車站大樓前方新建成了複合大樓「Encross」，大樓內設有市民活動空間、閱讀空間（TSUTAYA圖書館）、咖啡廳等設施。「Encross」在2018年4月13日開幕。而「Encross」是由文化便利俱樂部(CCC)指定營運。可以說，現時的站房是結合了第二代和第三代的綜合建築。
不過，在2018年2月，於前月延岡市長選舉中當選的讀谷山洋司中表示「CCC支付委託費用（約1億3000萬日圓）較昂貴不符合成本效益」使設施開幕無限期延遲。在3月19日市議會預算審査特別委員會中，提出了「不接受延遲」動議，市長也接受此動議，最後在4月13日全面開業。而設施內綜合等候空間，與經翻新後的東西公眾通道也按預定日期於4月1日開始使用。由乾久美子建築設計事務所設計翻新後的車站大樓、Inui Architects負責周邊設施的設計工程。
延岡站周邊發展項目於2020年獲得第72屆日本建築學會獎中的「作品獎」中的及「日本建築學會作品選獎」。

### 月台
設有側式月台及島式月台各1個，其中側式月台與 Encross 緊貼，可從地下的人手閘口中進入，同時亦設有新建的行人天橋及升降機前往島式月台。
在進站音樂中，使用了當地表演藝術「馬場舞曲」的音樂。
| 月台 | 路線      | 上下行 | 方向                                                 | 備註                                               |
| ---- | --------- | ------ | ---------------------------------------------------- | -------------------------------------------------- |
| 1    | ■日豐本線 | 上行   | 佐伯、大分、小倉、博多方向                           | 全上行列車均使用本月台 上行的普通列車每天只開出2班 |
| 1    | ■日豐本線 | 下行   | 宮崎、南宮崎、宮崎機場、田野、西都城、鹿兒島中央方向 | 過半數特急列車使用                                 |
| 2・3 | ■日豐本線 | 下行   | 宮崎、南宮崎、宮崎機場、田野、西都城、鹿兒島中央方向 | 部份特急列車、普通列車或當列車交換時使用           |

## JR貨物

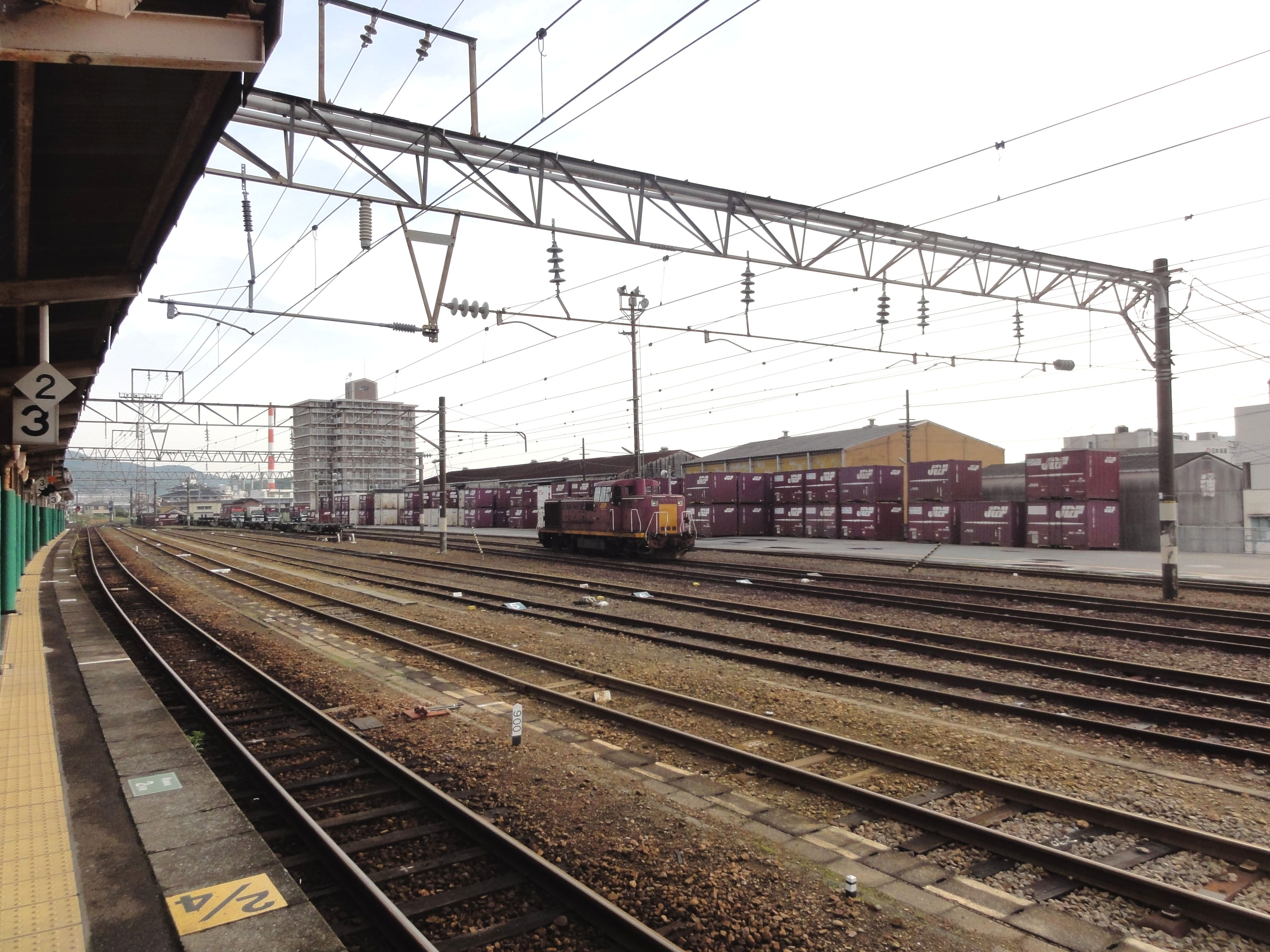
JR貨物月台

車站東邊位置，設有起卸貨櫃的設施的1面缺角式側式月台暨貨櫃場，可容納2條頭端式線道貨物起卸線。該貨物起卸線，連接車站着發線，與南延岡站方向的引上線。另外，在站內設有營業所服務櫃臺，負責貨櫃提取、延岡站內及至南延岡之間的電力機車操控，佐土原ORS貨車往返等事宜，並且委託旗下的「JR貨物九州物流」處理。不過，宮崎縣內的一切貨運事宜，已經由位於西大分站內的「大分、宮崎營業所」統一處理。
過往曾經有連接旭化成工場的專用線（人造絲、火藥引線），並有專用線用作貨運輸。現時相關路段已廢除，路軌亦早已撤去。

### 起卸貨物種類
- 貨櫃 - JR規格的12呎及20呎貨櫃
- 許可起卸工業廢料、特殊工業廢物[10]

### 貨物列車
按2022年3月的時間表改正，現時設有下列班次
出發
- 4074列車 北九州貨物總站（日语：北九州貨物ターミナル駅） - （百濟貨物總站（日语：百済貨物ターミナル駅）） - 東京貨物總站：19:53
- 8076列車 （南延岡開）北九州貨物總站：20:34

到達
- 4071列車 北九州貨物總站：08:18
- 4075（4098）列車 北九州貨物總站（福岡貨物總站）：12:56

佐土原ORS
- 每日開出2班往及1班返的貨車班次[14]

### 高千穗鐵道（廢止）
在JR車站大樓旁邊，於北延岡（西延岡）一方設有1面1線的缺角式月台。在月台南邊鄰接高千穗鐵道的小型車站小屋，若要互相轉乘（JR與高千穗鐵道），需要經過閘外通道。在JR車站出口中曾設有前往高千穗鐵道的指示牌，在高千穗鐵廢止後，指示牌改為「高千穗方向巴士站」，指示的方向是延岡站前巴士中心。

## 歷史
- 1922年：

- 5月1日：鐵道省宮崎本線南延岡站至延岡站之間開業，並改稱「宮崎本線」。
- 10月29日：宮崎本線由本站伸延至日向長井站，改為中途站。

- 1923年12月15日：宮崎本線改名為日豐本線[21][17]。
- 1935年2月20日：日之影線此站至日向岡元站開通[22]。
- 1945年：

- 6月29日：延岡大空襲使車站大樓與車內燒毀。
- 8月10日：再次受到空襲，使五瀨川橋粱倒塌，8月23日重開。

- 1972年7月22日：日之影線改名為高千穗線[22]。
- 1982年3月：開始使用自動售票機，近距離車票硬身車票廢止。
- 1986年11月1日：終止行李起卸業務[18]。同時，售票（綠色窗口）與閘口（諮詢處）整合。
- 1987年4月1日：隨國鐵分割民營化，車站由九州旅客鐵道（JR九州）和日本貨物鐵道（JR貨物）營運。前諮詢處（閘口事務室遺址）成為JR九州直營烏冬店「弁慶」開業。
- 1989年4月28日：高千穗線由JR九州轉讓至高千穗鐵道[22]。
- 1990年：不再發售硬身入場票。
- 1992年2月：車站收入管理系統（日语：駅収入管理システム） (POS) 終端（第一代，非磁式車票）開始使用，所有硬身車票不再發售。當日基本上只使用MARS（日语：マルス (システム)）發售車票，而當時在MARS營業時間外的深夜時段中，夜行急行日南到站時段中，只可發售硬身車票（乘車票與急行票）。
- 1996年6月1日：隨著宮崎綜合鐵道事業部（日语：宮崎総合鉄道事業部）成立，車站從大分分社（日语：九州旅客鉄道大分支社）改為鹿兒島分社（日语：九州旅客鉄道鹿児島支社）管理。
- 2005年9月6日：颱風彩蝶使高千穗線受災，全線停運。
- 2007年9月6日：高千穗線延岡至槇峰之間廢止。
- 2009年6月1日：貨物站開始起卸20呎貨櫃[23]。
- 時間不詳 - 開始計劃車站周邊再開發項目[24][25][26][27]。
- 2015年12月5日：站房翻新工程與興建綜合設施展開，使用臨時站房。另外，為對應無障礙設施而新建的升降機與跨線橋啟用[28]。
- 2017年：

- 8月5日：翻新後的車站大樓開始使用。
- 9月17日：颱風泰利使此站以北區間不能進行，實施臨時時間表，所有列車需於此站折返。特急「日輪」、「日輪喜凱亞」在全線重開前，只能維持本站～宮崎空港間運行。
- 12月18日：日豐本線在3個月後全線重開，特急列車不再折返運行。

- 2018年4月13日：站前綜合設施「Encross」開幕。
- 2019年3月10日：進站音樂改用延岡市民謠「馬場舞曲（日语：ばんば踊り）」[9]。
- 2022年4月1日：隨宮崎綜合鐵道事業部改組，並且昇格為宮崎支社（日语：九州旅客鉄道宮崎支社），車站管理權由宮崎支社承繼[32]。

## 使用狀況
以下是每年日均乘車人數統計。包括高千穗鐵道於結業前的數據。
| 年度 | JR九州           | 高千穗鐵道         |
| 年度 | 1日平均 乘車人次 | 1日平均 乘車人次   |
| ---- | ---------------- | ------------------ |
| 1995 | 1,565            | 506                |
| 1996 | 1,550            | 493                |
| 1997 | 1,530            | 475                |
| 1998 | 1,437            | 380                |
| 1999 | 1,437            | 362                |
| 2000 | 1,456            | 344                |
| 2001 | 1,452            | 326                |
| 2002 | 1,425            | 303                |
| 2003 | 1,403            | 306                |
| 2004 | 1,377            | 288                |
| 2005 | 1,390            | 331                |
| 2006 | 1,404            | 停止營運與後來廢止 |
| 2007 | 1,415            | 停止營運與後來廢止 |
| 2008 | 1,430            | 停止營運與後來廢止 |
| 2009 | 1,367            | 停止營運與後來廢止 |
| 2010 | 1,348            | 停止營運與後來廢止 |
| 2011 | 1,338            | 停止營運與後來廢止 |
| 2012 | 1,336            | 停止營運與後來廢止 |
| 2013 | 1,323            | 停止營運與後來廢止 |
| 2014 | 1,213            | 停止營運與後來廢止 |
| 2015 | 1,198            | 停止營運與後來廢止 |
| 2016 | 1,195            | 停止營運與後來廢止 |
| 2017 | 1,166            | 停止營運與後來廢止 |
| 2018 | 1,226            | 停止營運與後來廢止 |
| 2019 | 1,177            | 停止營運與後來廢止 |
| 2020 | 801              | 停止營運與後來廢止 |
| 2021 | 828              | 停止營運與後來廢止 |
| 2022 | 982              | 停止營運與後來廢止 |
| 2023 | 1,067            | 停止營運與後來廢止 |

## 車站周邊
車站位於延岡的城下町，在五瀨川北岸設有岡富村。在啟用以來都是延岡的玄關口，車站出口只於西邊，連接延岡市區，現在市區位於北部。對相於「川中」，此站位於「川北」地區。由車站至今山之間設有數百米的平地，設有商業、服務設施、低層公寓等混合區域。
當地原本設有今山八幡宮（大師）之門前町，使該處比較繁榮。此站附近也設有製餜工場。車站附近設有1間城市酒店、4間商務酒店、餐廳和小酒館，反映此處有舉行旭化成商務旅客與長距離旅客。在西方約200米設有「山下新天街」與商店街向南北伸延。在車站南方500米設有多數關門的幸町商店街，而通行五瀨川後，連接川中地區的紅燈區。
在北方約700米曾經設有大量旭化成舊人造絲工廠，於該處周邊商店街內的商店開始相繼關閉。
在東方設有新興大型住宅區「日之出町」。在車站前設有定時噴泉的休憩廣場。

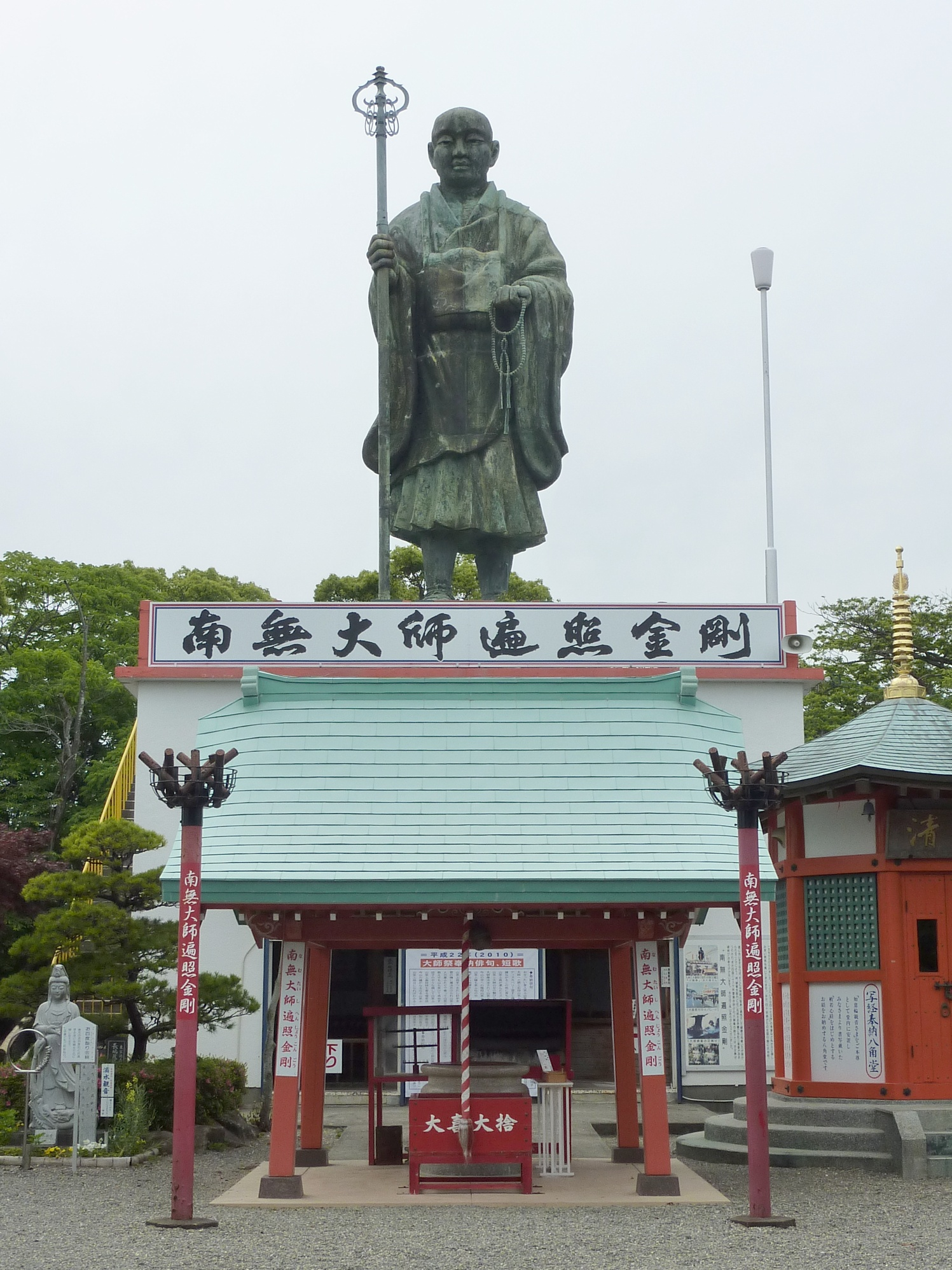
今山大師
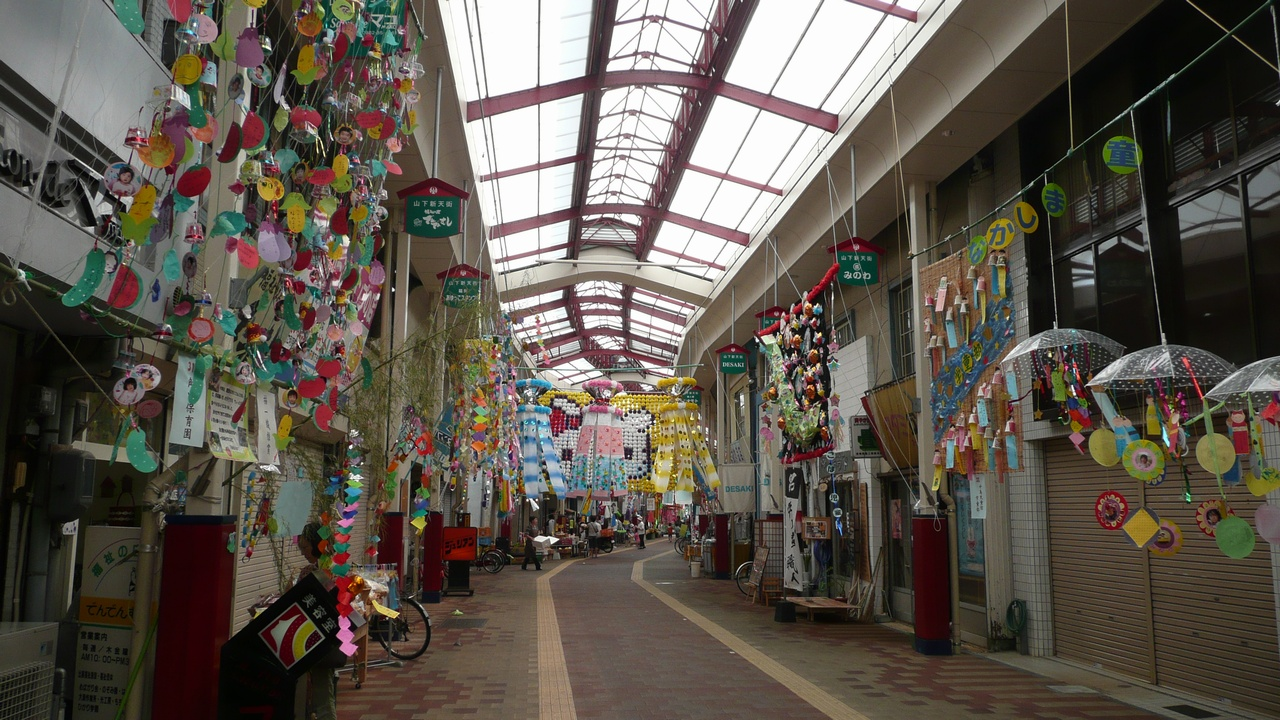
山下新天街
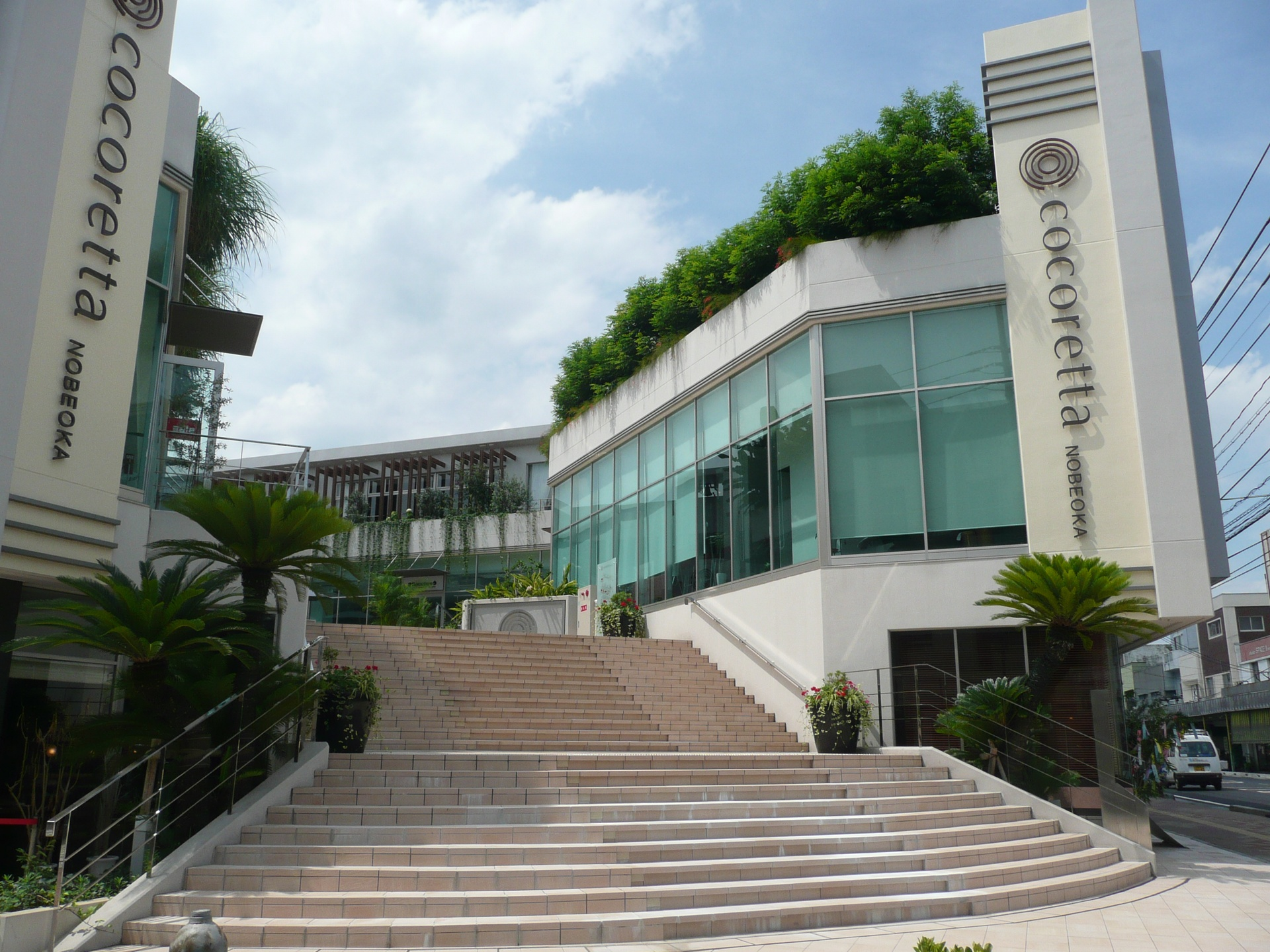
官民共同再開發、Cocoletta延岡
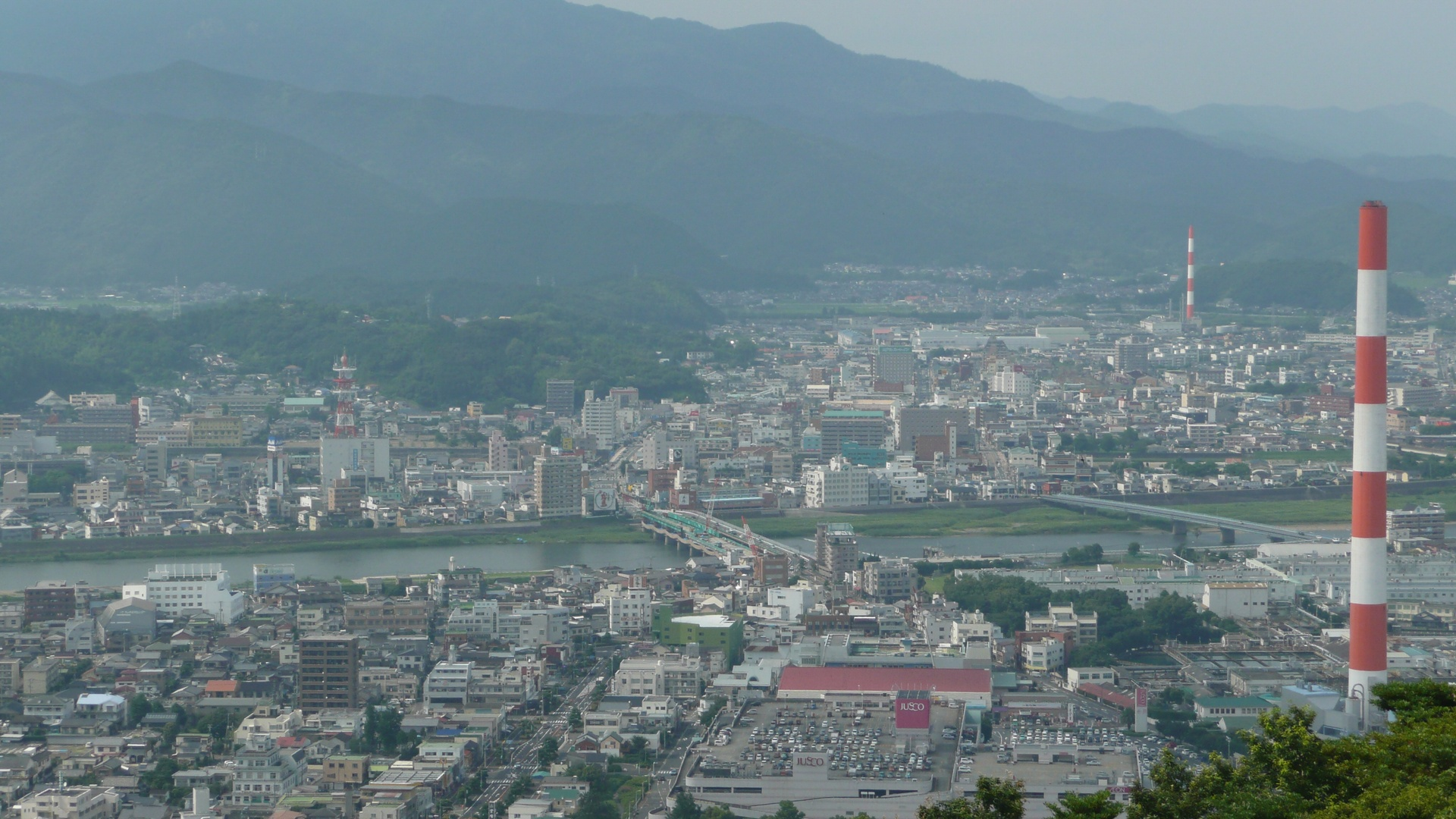
延岡市區全景

### 西邊
- 站前廣場
  - 延岡市站前綜合設施「Encross」(平成30年4月啟用)
  - 的士站
  - 市內線巴士站
  - 延岡觀光詢問處
- 宮崎交通延岡站前巴士中心（日语：延岡駅前バスセンター）
- 延岡信用金庫（日语：延岡信用金庫）
- 大分銀行延岡分店
- 工藤商務酒店
- Cocoretta延岡（日语：ココレッタ延岡）
- 延岡商務酒店
- 延岡城市廣場酒店
- 延岡綠色酒店
- 延岡站前郵局
- 米屋旅館
- 延岡燈塔點字圖書館
- 今山八幡宮（今山八幡神社）
  - 今山公園
- 今山大師
- 延岡市立岡富小學（日语：延岡市立岡富小学校）
- 延岡市立旭小學
- 延岡市立旭中學（日语：延岡市立旭中学校）
- 延岡共立醫院
- 延岡城（日语：延岡城）（城山公園）
- 內藤紀念館（日语：内藤記念館）

### 東邊
出閘後向延岡站巴士站前（延岡駅派出所左邊）設有跨線橋，即可前往車站東邊（日之出町一方）。
- 日本通運
- 延岡日之出町郵局
- 國道10號
- 延岡農業協同組合總店、岡富分店
- 洋服之青山（日语：青山商事）
- 眼鏡之米澤（日语：ヨネザワ）

## 巴士路線

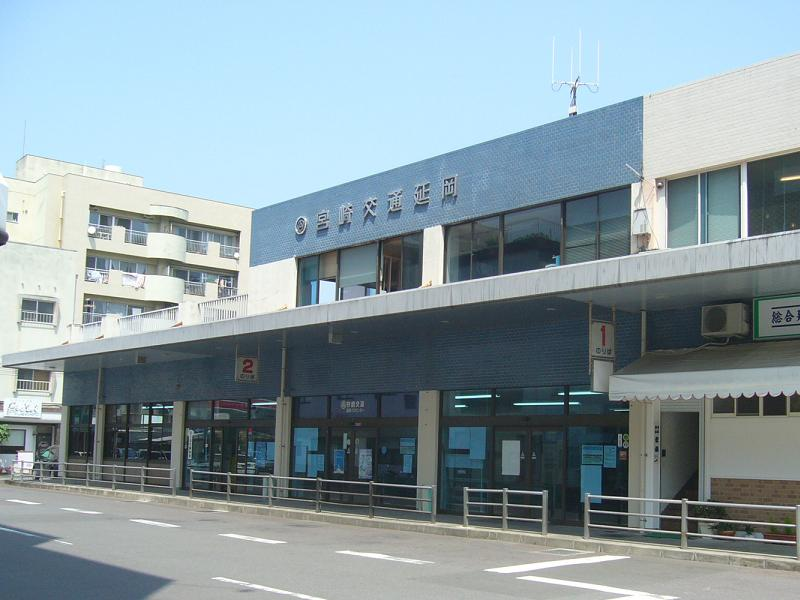
延岡站前巴士中心

於此站的一般巴士路線均由宮崎交通營運。
隨著延岡站周邊發展項目，2018年4月1日起站前巴士站進行開發。來往延岡站的所有路線均停靠此巴士站。除了延岡至高千穗之間外，一般巴士路線（市內線、郊外線、街中循環巴士）均於Encross前出發，而高速巴士、特急巴士、延岡至高千穗之間的巴士路線在Encorss對面出發。
在2018年3月前，於車站大樓旁邊設有延岡站前巴士中心，該處設元郊外線與高速巴士路線。在站前廣場上設有「延岡站」巴士站，該處只有市內線。在1999年（平成11年）站前廣場落成之際，市內線使用新巴士站「延岡站」。在之前市內線不駛入站前，最接近車站的巴士站需步行約1分在舊國道10號線上「延岡站前」巴士站，為市內線巴士站。
隨著延岡站前巴士中心與延岡站巴士站整合，最近車站最近的巴士站均名為「延岡站前」。因此以延岡站命名的巴士站共有3處。隨著站前巴士站需進行開發工程，延岡站前巴士中心廢止，同時延岡站前巴士站改名為「萩町」，以延岡站命名的巴士站不再並存。

### 一般巴士路線
- 北方、日之影、高千穗方向：西延岡、北方分所、日之影、青雲橋、高千穗
- 城山支援學校（日语：宮崎県立延岡しろやま支援学校）、大貫神社、合同廳舍、紫羅蘭團地、九州保健福利大學（日语：九州保健福祉大学）
- 門川、日向市方向：安賀多4丁目 - （一岡、旭丘） - 土土呂 - 門川本町 - 江良中央通 - AEON Town日向（日语：イオンタウン日向）、宮之上
- 安賀多4丁目（AEON延岡（日语：イオン延岡ショッピングセンター）） - 南延岡 - 一岡 - 土土呂 - 赤水 - 外浦
- 安賀多4丁目（AEON延岡） - 南延岡、平田東九州醫院・一岡
- 川島、東海、川口
- 安賀多4丁目（AEON延岡） - 南延岡 - 片田團地
- 今山
- 安賀多4丁目（AEON延岡） - 南延岡 - 綠丘 - 雷管工場
- 櫻丘
- 安賀多2丁目 - 出北 - 文化中心 - 方財
- 鹿狩瀨 - 桑平 - 宮長 - 祝子川溫泉（日语：祝子川温泉）
- 安賀多4丁目 - 縣醫院（日语：県立延岡病院） - 延岡高校（日语：宮崎県立延岡高等学校） - 三輪
- 和田越 - 差木野 - 長井 - 熊田
- 西延岡 - 新川 - 古野 - 行縢山（日语：行縢山）
- 浦城港 - 須美江 - 熊野江 - 古江 - 宮野浦
- AEON多多良 - 野田町 - 紫羅蘭團地 - 市政廳前 - 南延岡
- 柚之木田 - 星雲高校（日语：宮崎県立延岡星雲高等学校） - 大武町 - 延岡營業所
- 人造絲、南延岡
- 街中循環巴士（內回、外回）

### 高速、特急巴士
- 日向號（日语：ひむか号）：東九州道 - 宮崎
- 高千穗號（日语：たかちほ号）：高千穗 - 五瀨 - 高森 - 阿蘇機場機場 - 熊本（與九州產交巴士（日语：九州産交バス）聯營）
- 五瀨號（日语：ごかせ号）：山都町 - 美里町 - 福岡（與西日本鐵道聯營）
- 福岡（夜行、與西鐵高速巴士（日语：西鉄高速バス）聯營）

## 相鄰車站
九州旅客鐵道
■日豐本線
■觀光特急「36+3」
宗太郎 ← 延岡 ← 宮崎
■特急「日輪」、「日輪喜凱亞」
佐伯 - 延岡
■特急「日輪喜凱亞」
佐伯 - 延岡 - 南延岡
■特急「日向」
延岡 - 南延岡
■普通列車
北延岡－延岡－南延岡

### 曾經存在的路線
高千穗鐵道
高千穗線
延岡－西延岡

## 外部連結
- JR九州延岡站 （页面存档备份，存于）
- 延岡市站前綜合設施 （页面存档备份，存于）